# Haivanjoe Ng Cortiñas
Haivanjoe Ng Cortiñas (Distrito Nacional, Santo Domingo, República Dominicana, 2 de septiembre de 1959) es un economista, escritor, conferencista y político dominicano. Fue tesorero nacional de la República Dominicana en el año 1997 y Contralor General de la República en los años 1998 a 2000 y 2012.
En el segundo gobierno de Leonel Fernández fue designado Superintendente de Valores desde el año 2004 a 2009 y Superintendente de Bancos desde 2009 a 2012.
Ng Cortiñas ha escrito numerosos libros sobre la economía, entre ellos Hechos monetarios y fiscales, El economista y yo, conversando y La falsabilidad en la economía dominicana.

## Primeros años y familia
Hijo de Manuel Ng, oriundo de China y de Caridad Cortiñas, dominicana, Haivanjoe Ng Cortiñas nació el 2 de septiembre del año 1959 en Santo Domingo, República Dominicana. Inició sus estudios primarios en la Escuela República de Uruguay y República de Argentina y se graduó de bachiller en la escuela Manuel Rodríguez Objio en 1978. Posteriormente se graduó de licenciado en esconomía en la Universidad Autónoma de Santo Domingo (UASD) y realizó una maestría en economía en la Universidad Nacional Autónoma de Honduras (UNAH).
El 28 se septiembre de 1984 contrajo nupcias con Soraya Fernández, con quien ha procreado dos hijos, Isesy Miguel y Haivan Manuel Ng Fernández.

## Libros escritos
Haivanjoe ha escrito 5 libros de economía:
- Hechos monetarios y fiscales[17]
- Casi todo sobre la economía dominicana[18]
- La falsabilidad en la economía dominicana[19]
- Algunos porqués de la economía[20]
- El economista y yo, conversando[21]